# 새벽 2시의 신데렐라
《새벽 2시의 신데렐라》는 2024년 8월 24일부터 2024년 9월 22일까지 방송했던 채널A 토일 드라마로 웹툰을 원작으로 제작됐다.

## 기획 의도
나만 바라보는 완벽한 연하 재벌남 주원과 헤어지려는 극 현실주의 능력녀 윤서의 고군분투기를 그린 오피스 로맨틱 코미디

## 제작진

### 제작사
- 이매지너스
- 스튜디오알짜

### 크리에이터
- 박준화 : SBS TV 《금요 컬처클럽》(공동 연출), KBS 2TV 《생방송 시사투나잇》(공동 연출), SBS TV 《접속! 무비월드》(공동 연출), tvN 《막돼먹은 영애씨 1》(공동 연출), tvN 《막돼먹은 영애씨 2》(공동 연출), tvN 《막돼먹은 영애씨 3》(공동 연출), tvN 《막돼먹은 영애씨 4》(공동 연출), tvN 《막돼먹은 영애씨 5》(공동 연출), tvN 《막돼먹은 영애씨 6》(공동 연출), tvN 《막돼먹은 영애씨 7》(공동 연출), tvN 《막돼먹은 영애씨 8》(연출), tvN 《리얼키즈 스토리 레인보우》(프로듀서), tvN 《막돼먹은 영애씨 10》(연출), tvN 《막돼먹은 영애씨 11》(연출), tvN 목요 드라마 《식샤를 합시다》(연출), tvN 월화 드라마 《식샤를 합시다 2》(공동연출), tvN 월화 드라마 《싸우자 귀신아》(연출), tvN 월화 드라마 《이번 생은 처음이라》(연출), tvN 수목 드라마 《김비서가 왜 그럴까》(연출), tvN 수목 드라마 《간 떨어지는 동거》(크리에이터), tvN 토일 드라마 《환혼》(공동 연출), tvN 토일 드라마 《환혼 빛과 그림자》(공동 연출) 연출

### 극본
- 오은지 : tvN 《막돼먹은 영애씨 12》(공동집필), tvN 《막돼먹은 영애씨 13》(공동 집필), tvN 《막돼먹은 영애씨 14》(공동 집필) 집필

### 연출
- 서민정 : tvN 특집 드라마 《좋맛탱》(연출), Seezn 《가두리 횟집》(연출), 카카오TV 《아름다웠던 우리에게》(연출), ENA 수목 드라마 《보라! 데보라》(공동 연출) 연출
- 배희영

## 등장 인물

### 주요 인물
- 신현빈 : 하윤서 역
- 문상민 : 서주원 역
- 윤박 : 서시원 역
- 박소진 : 이미진 역

### 주변 인물
- 진희경 : 김선주 역
- 홍비라 : 김이래 역
- 김태정 : 하지석 역
- 김규남 : 노예영 역
- 이규성 : 배장희 역
- 이혜진 : 권경은 역
- 정지순 : 이재하 역

### 특별 출연
- 이현우 : 이성민 역
- 권율 : 하윤서의 소개팅남 역 (5회)
- 백지원 : 김희숙 역

## 수상
- 2025년 제4회 청룡시리즈어워즈 OST 부문 인기상 (연준)

## 기타
- 문화체육관광부와 한국콘텐츠진흥원의 OTT 특화콘텐츠 제작비 지원 사업(30억)에 선정되었다.